# 大理细莴苣
大理细莴苣（学名：Stenoseris taliensis）为菊科细莴苣属下的一个种。其种加词“taliensis ”意为“云南大理的”，其在大理苍山东、西坡的海拔约2700米处有分布。生长在海拔2900-3000米的山坡林下、灌木丛或草地，分布于四川、云南、西藏等地区。